# (29580) 1998 FK55
A (29580) 1998 FK55 egy kisbolygó a Naprendszerben. A LINEAR projekt keretében fedezték fel 1998. március 20-án.